# دختر زیبا (ترانه کلرو)
«دختر زیبا» (به انگلیسی: Pretty Girl) ترانه‌ای از خواننده-ترانه‌پرداز آمریکایی کلرو می‌باشد. این قطعه نخستین‌بار در آلبوم تلفیقی لو سای جلد سوم منتشر شده بود که در اوت سال ۲۰۱۷ توسط فادر/داتر رکوردز عرضه گردید، و سپس در ۴ اوت سال ۲۰۱۷ به‌عنوان تک‌آهنگ نیز منتشر گردید. این اثر بعدها در نخستین ئی‌پی رسمی او تحت عنوان دفتر خاطرات ۰۰۱، که در ماهٔ مهٔ سال بعد از سوی فیدر لیبل منتشر شد، نیز گنجانده شد. اشعار این اثر دربارهٔ رابطه‌ای در گذشته است که در آن کلرو احساس می‌کرد برای پذیرفته‌شدن و جذاب‌ به‌نظر رسیدن، باید خودش را تغییر داده و ساکت بماند. استفاده از درام ماشین و سینث‌سایرز در ساختار لو-فای این ترانه، که با نرم‌افزار گاراژبند تهیه و تولید شده، باعث شد این قطعه در دستهٔ بدروم پاپ قرار بگیرد.

## تهیه‌کنندگی و ترکیب‌بندی
کلرو «دختر زیبا» را در مدت حدود دو ساعت با استفاده از نرم‌افزار گاراژبند و یک کیبورد کوچک نوشت و تهیه کرد. این قطعه در سبک‌های بدروم پاپ و سینث-پاپ قرار می‌گیرد و از موسیقی پاپ دههٔ ۱۹۸۰ الهام گرفته است. ترانه توسط خود کلرو نوشته شده و دربارهٔ تجربهٔ شخصی اوست؛ زمانی که تحت فشار قرار داشت تا برای جلب رضایت شریک عاطفی‌اش، هویت خود را تغییر دهد، سکوت اختیار کند، و مطابق با استانداردهای زیبایی جامعه رفتار کند.